# Notturni. Cinque storie di musica e crepuscolo
Notturni. Cinque storie di musica e crepuscolo (Nocturnes. Five stories of Music and Nightfall) è una raccolta di racconti di Kazuo Ishiguro, scrittore britannico di origini giapponesi, premio nobel per la letteratura nel 2007. Notturni, pubblicata nel 2009, è l'unica raccolta di racconti pubblicata dall'autore fino ad oggi.

## Trama
La musica e le ambientazioni notturne sono il filo conduttore delle cinque storie che compongono il libro. Quattro di esse sono narrate in prima persona dai loro protagonisti e quattro dei protagonisti delle cinque storie sono dei musicisti, con l'eccezione di Come Rain or Come Shine il cui protagonista è un insegnante di inglese.
- Crooner, ambientata a Venezia, è il racconto di un chitarrista che mentre suona in una orchestrina in un caffè a piazza San Marco si imbatte in un famoso cantante americano, già idolo della sua scomparsa madre. Dopo brevi convenevoli, il cantante chiede al protagonista di accompagnarlo con la chitarra in una serenata alla moglie, con la quale sta attraversando un periodo difficile. Avvicinandosi al termine, il racconto svela come le cose tra il cantante e la moglie non stessero come il protagonista aveva inizialmente pensato.
- Come Rain or Come Shine. Un insegnante di inglese espatriato torna in Inghilterra in visita a casa di due amici dei tempi del liceo, che adesso sono marito e moglie. Il marito chiede al protagonista di aiutare la coppia a migliorare la loro relazione che sta attraversando un periodo di difficoltà. Gli eventi prendono una piega inaspettata per il protagonista che si ritrova presto in una situazione tragicomica.
- Malvern Hills. Un giovane chitarrista londinese di scarso successo passa l'estate nel cottage della sorella e di suo marito sulle colline di Malvern. Lì si imbatte in una coppia di cantanti e musicisti svizzeri che lo portano a riflettere sul suo percorso di musicista.
- Notturno. Un sassofonista di mezza età ed incerto successo si ritrova in una camera d'albergo durante la convalescenza in seguito ad un intervento di plastica facciale. Si imbatte in una donna, famoso personaggio del mondo dello spettacolo, che alloggia nella stanza accanto alla sua, anche lei a seguito di un'operazione di chirurgia plastica. I due si conoscono e discutono delle loro carriere e del loro futuro. Poi si avventurano in clandestini giri notturni all'interno dell'hotel che li ospita.
- Violoncellisti. Come Croneer, anche questa storia è ambientata in Italia, sebbene non sia specificato in quale città. Il protagonista, che in questo caso non è il narratore del racconto, è un musicista che casualmente si imbatte in una donna che, vedendo in lui del talento, si impegna in un percorso per aiutarlo ad esprimerlo appieno.

## Edizioni
- Kazuo Ishiguro. Notturni. Cinque storie di musica e crepuscolo. Traduzione di Susanna Basso. Einaudi, Torino.ISBN 9788858427545